# Hempstead (Town, New York)
Die Town of Hempstead ist eine Vorortgemeinde von New York City und liegt im Nassau County auf der New York vorgelagerten Insel Long Island. Hempstead umfasst etwa 495 km2 und hat 793.409 Einwohner (Stand Census 2020), womit es die bevölkerungsreichste als Town verfasste Gemeinde der USA ist. Hempstead ist nach New York selbst die zweitgrößte Stadt in der Metropolregion New York und besteht aus 22 Villages und 37 Hamlets.

## Geographie

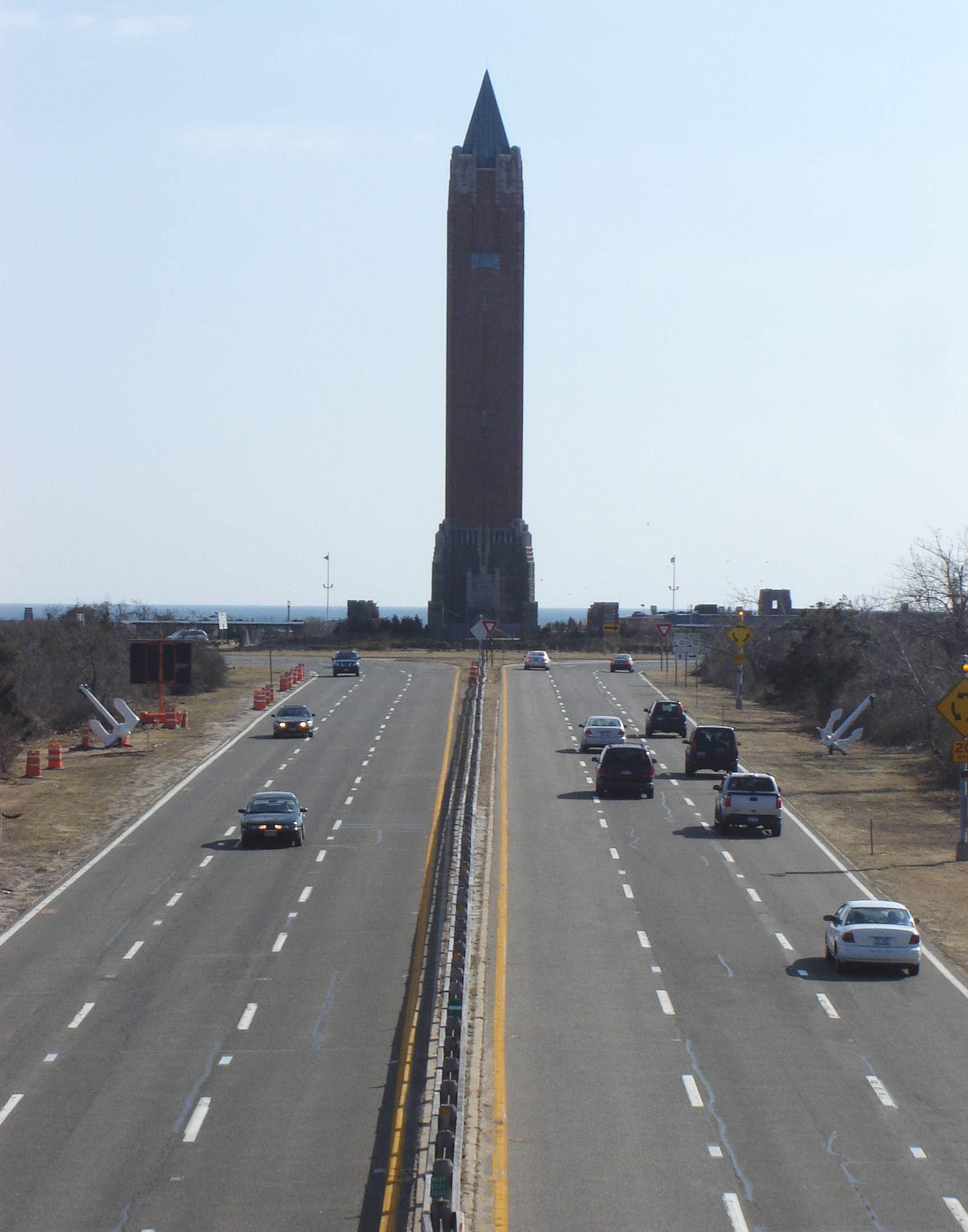
Wantagh Parkway in Richtung Jones Beach; in der Bildmitte befindet sich der Wasserturm Jones Beach.

Nach den Angaben des United States Census Bureaus hat die Town eine Gesamtfläche von 495,5 km2, wovon 310,7 km2 auf Land und 184,8 km2 (= 37,30 %) auf Gewässer entfallen.
Die Verwaltungseinheit grenzt im Norden und Osten an die benachbarten Towns North Hempstead und Oyster Bay, im Süden an Long Beach City und den Atlantischen Ozean und im Westen direkt an New York City.
Die Hauptlinie der Long Island Rail Road und die Old Country Road in Garden City verlaufen durch das Gebiet der Town. Die südliche Grenze bildet der Atlantische Ozean mit Atlantic Beach, Lido Beach, Point Lookout und Jones Beach. Dieser ist ein Ziel für Ausflügler für Bewohner von Long Island und Bewohner von New York City.

### Villages und Hamlets
Hempstead besteht aus 22 „Villages“  und 37 „Hamlets“ (wörtlich übersetzt: „Dörfer“ und „Weiler“, wobei aber die Einwohnerzahl mehrere Tausend betragen kann).
Neben anderen sind das (die Einwohnerzahlen beziehen sich auf das Jahr 2010):
Villages
- Atlantic Beach
- Bellerose
- Cedarhurst – 6.592 Einwohner
- East Rockaway – 9.818 Einwohner (2010)
- Floral Park* – 15.863 Einwohner
- Freeport – 42.860 Einwohner
- Garden City – 22.371 Einwohner
- Hempstead Village – 53.891 Einwohner
- Hewlett Bay Park
- Hewlett Harbor
- Hewlett Neck
- Island Park
- Lawrence
- Lynbrook – 19.427 Einwohner
- Malverne
- New Hyde Park*
- Rockville Centre – 24.023 Einwohner
- South Floral Park
- Stewart Manor
- Valley Stream – 37.511 Einwohner
- Woodsburgh

Hamlets
- Baldwin – 24.033 Einwohner
- Baldwin Harbor
- Barnum Island
- Bay Park
- Bellerose Terrace
- Bellmore
- Bethpage (fast vollständig in Oyster Bay)
- East Atlantic Beach
- East Garden City
- East Meadow – 38.132 Einwohner
- Elmont – 33.198 Einwohner
- Franklin Square – 29.320 Einwohner
- Garden City South
- Harbor Isle
- Hewlett
- Inwood
- Lakeview
- Levittown – 51.881 Einwohner
- Lido Beach
- Malverne Park Oaks
- Merrick – 22.097 Einwohner
- North Bellmore
- North Lynbrook
- North Merrick
- North Valley Stream
- North Wantagh
- North Woodmere
- Oceanside – 32.109 Einwohner
- Point Lookout
- Roosevelt
- Salisbury (South Westbury)
- Seaford
- South Hempstead
- South Valley Stream
- Uniondale – 24.759 Einwohner
- Wantagh
- West Hempstead
- Woodmere

* Teile von Floral Park und New Hyde Park gehören zur Town of North Hempstead
Die Stadt Long Beach, die vollständig von Hempstead Town umschlossen wird, ist nicht Teil Hempsteads.

### The „Five Towns“
„Five Towns“ („fünf Städte“) sind ein informeller Zusammenschluss von villages und hamlets im Bereich von Hempstead an der Südküste von Long Island. Entgegen dem Namen ist keiner dieser Orte eine town. Die „fünf Städte“ umfassen die Dörfer Lawrence und Cedarhurst, die Weiler Woodmere und Inwood und „The Hewletts“ (bestehend aus den Dörfern Hewlett Bay Park, Hewlett Harbor und Hewlett Neck und dem Weiler Hewlett), dazu kommt noch Woodsburgh.

## Bildung
Hempstead ist Sitz zweier privater Universitäten: Im Village Hempstead befindet sich die Hofstra University mit rund 13.000 Studierenden und in Garden City die Adelphi University mit etwa 6.000 Studierenden.

## Bistum
In Rockville Centre befindet sich der Sitz und die Kathedrale St. Agnes des römisch-katholischen Bistums Rockville Centre.

## Sport
Hempstead ist Heimat der Long Island Lizards, die in der Profiliga des Feld-Lacrosse (Major League Lacrosse) der USA spielen. Im Stadion der Hofstra University sind außerdem die Profifußballer der New York Cosmos beheimatet. Direkt daneben befindet sich das Nassau Veterans Memorial Coliseum, in dem bis 2015 die New York Islanders ihre Heimspiele der NHL austrugen. Außerdem war die Stadt Gastgeber der Goodwill Games 1998 und einiger Länderspiele im Frauenfußball.

## Söhne und Töchter der Stadt
- Henry Southard (1747–1842), Politiker
- Peter J. Stadelman (1871–1954), Geschäftsmann und Politiker
- Jeremiah Wood (1876–1962), Rechtsanwalt und Politiker
- Kiki Preston (1898–1946), Großwildjägerin und Pferdezüchterin in Kenia
- Telly Savalas (1922–1994), Schauspieler, geboren im Village Garden City
- Herbert Deutsch (1932–2022), Komponist
- Bill Nieder (1933–2022), Leichtathlet
- Joseph Mark Mobius (* 1936), Investor
- Shalom H. Schwartz (* 1940), US-amerikanisch-hebräischer Soziologe
- Everett Peter Greenberg (* 1948), Mikrobiologe
- Craig Harris (* 1953), Musiker
- Jan Rabson (1954–2022), Schauspieler und Synchronsprecher, geboren in East Meadow
- William Fichtner (* 1956), Schauspieler
- Criss Angel (* 1967), Zauberkünstler und Musiker
- Everlast (* 1969), Rapper
- Method Man (* 1971), Musiker
- Prodigy (1974–2017), Rapper
- Bryan Bailey (* 1980), Basketballspieler und -trainer
- Jackie Tohn (* 1980), Schauspielerin und Musikerin
- Brandee Younger (* 1983), Jazzmusikerin
- Charlene Lipsey (* 1991), Mittelstreckenläuferin
- Donovan Smith (* 1993), American-Football-Spieler
- Natalie Čikoš (* 1994), US-amerikanisch-kroatische Fußballspielerin